# Васил Липитков
Васил Николов Липитков или Лепитков, известен като Липитката, е български революционер, деец на Вътрешната македоно-одринска революционна организация.

## Биография
Липитков е роден в леринското село Любетино, тогава в Османската империя, днес Педино, Гърция. Влиза във ВМОРО и служи като куриер и главен снабдител на Леринския революционен район с оръжие. Участва в Илинденско-Преображенското въстание през лятото на 1903 година като войвода на айтоско-любетинската чета и с нея участва в превземането на Невеска.
През май 1905 година властите го арестуват и осъждат на 10 години. В 1911 година става нелегален.
При избухването на Балканската война в 1912 година е доброволец в Македоно-одринското опълчение и служи в четата на Пандо Шишков
След Първата световна война в 1927 година е арестуван след атентата срещу Спас Хаджипопов заедно с Никола Динев Абдураманов от Пътеле, Димитър Юруков от Битоля, Фидан Мойсов от Кукуречани и Павел Стоянов от Желево. Осъдени са на смърт и са разстреляни на 21 юни 1928 година в Горно Оризари.
След освобождението на Вардарска Македония на 21 юни 1941 година по инициатива на Мицо Раманов, Пандо Турунджов, Ичо Краев от Екши Су, Методи Петров от Пътеле и Стоян Костов от Битоля е отслужена тържествена панихида в Горнооризарската църква, при стечение на много хора от Битоля и селата.